# Hrbáč (film, 1997)
Hrbáč (francouzsky Le Bosssu) je francouzsko-italsko-německý dobrodružný film z roku 1997 režiséra Philippe de Brocy. Jedná se o remake filmu, který byl natočen již pošesté na námět stejnojmenného románu francouzského spisovatele Paula Févala staršího z roku 1857.

## Děj
Příběh pochází z doby panování francouzského krále Ludvíka XIV. v 17. století. Hlavní postavou děje je rytíř Lagardère, voják a dobrodruh, skvělý šermíř, který vyrostl jako nalezenec u hodných lidí, kteří se ho ujali a vychovali ho jako kejklíře a šermíře. Díky svým šermířským dovednostem se seznámí s bohatým člověkem a vynikajícím šermířem vévodou Philippem de Nevers, který se právě od něj náhodou dozví, že se nedávno stal otcem nemanželského dítěte. Oba pak spolu cestují za jeho matkou. Vévodův bratranec hrabě Gonzague, který byl donedávna jediným dědicem všeho vévodova majetku, začne kvůli dědictví vévodovi i jeho dítěti ukládat o život. Vévoda se s Lagardèrem spřátelí a během cesty jej povýší do šlechtického stavu, pasuje jej na rytíře. Vévoda de Nevers se stihne ještě s Blanche oženit a své dítě tak legalizovat, nicméně se Gonzagueovi podaří s houfem ozbrojenců proniknout na nevěstin hrad a všechny lidi během svatebního veselí nacházející se uvnitř hradu povraždit a zmasakrovat. Padne i sám vévoda de Nevers, Lagardère mu před smrtí slíbí, že jej pomstí. Jeho novomanželka, vévodkyně de Nevers, je vrahy zajata, rytíř Lagardère stačí ještě hraběte Gonzaguea ošklivě poranit na ruce a unikne s vévodským miminkem pryč, to ještě neví, že Phillippem toužebně očekávaný mužský dědic je holčička, vévodská princezna Aurore. Lagardère s malým dítětem v náručí uniká pronásledování také díky italským kejklířům, kteří mu poskytnou úkryt, pomoc a nakonec i rodinné zázemí, kde může mladá Aurora vyrůst v krásnou mladou dívku. když je Auroře 16 let, kejklíři se vydají do Paříže. Tam rytíř Lagardère, v převlečení za hrbáče, pomstí vévodu de Nevers, potrestá smrtí všechny zloduchy a vrátí Auroře její společenské postavení, vrátí ji matce. Příběh končí happyendem, kdy si Aurore a rytíř Lagardère vzájemně vyznají lásku a veřejně se poprvé políbí.

## Obsazení
| Daniel Auteuil         | rytíř Lagardère / hrbáč                         |
| Fabrice Luchini        | hrabě Philippe de Gonzague                      |
| Vincent Perez          | vévoda Philippe de Nevers                       |
| Marie Gillain          | vévodkyně Aurore de Nevers                      |
| Jean-François Stévenin | Cocardasse                                      |
| Claire Nebout          | Blanche de Caylus, provdaná vévodkyně de Nevers |
| Philippe Noiret        | Filip Orleánský                                 |
| Sacha Bourdo           | Giuseppe                                        |
| François Levantal      | posel                                           |
| Yann Collette          | Peyrolles                                       |
| Didier Pain            | Passepoil                                       |
| James Thierrée         | Marcello                                        |